# ウェリン・ガーデン・シティ
ウェリン・ガーデン・シティ（Welwyn Garden City）は、イギリスの首都ロンドンに近い (20マイル≒32 km) ハートフォードシャーの中央に位置するイングランドの田園都市。
「Welwyn」は「ウェリン」と読み、「ウェルウィン」とするのは誤りである。

## 歴史
エベネザー・ハワードが提唱した田園都市運動の中で、レッチワースに続く第二の田園都市として、第一次大戦後の1920年からロンドンの北に建設された都市である。資金の不足で建設が遅れていたため、第二次大戦後に制定されたニュータウン法によってニュータウンとして指定され、建設が継続された。

## 出身人物
- アダム・フリーランド - DJ・作曲家
- エドマンド・パードム - 俳優
- ディビッド・ジェームス - サッカー選手
- ジェイミー・ジョージ - ラグビー選手
- ミック・テイラー - ミュージシャン
- キース・リード - 作詞家
- ビリー・ジョー・ソーンダース - プロボクサー